# 银叶委陵菜
银叶委陵菜（学名：Potentilla leuconota），也叫玉山金梅，是蔷薇科委陵菜属的植物。分布于台湾岛、尼泊尔、不丹、锡金以及中国大陆的贵州、云南、甘肃、湖北、四川等地，生长于海拔1,300米至4,600米的地区，常生于生山坡草地及林下，目前尚未由人工引种栽培。

## 异名
- Potentilla leuconota D. Don var. brachyphyllaria Card.
- Potentilla leuconota D. Don var. morrisonicola Hayata